# 青空が目にしみる
「青空が目にしみる」（あおぞらがめにしみる）は、日本のシンガーソングライターである杉山清貴の楽曲。
表題曲は、太陽石油「'91夏のCFイメージソング」としてオンエアされ、1991年5月15日にワーナー・パイオニアのembarkレーベルから11枚目のシングルとしてリリースされた。

## リリース
1991年5月15日にワーナー・パイオニアのembarkレーベルから、8cmCDとCTの2形態でリリースされた。

## 収録曲
| 全作曲: 杉山清貴、全編曲: Tom Keane。 |                             |            |            |      |
| #                                     | タイトル                    | 作詞       | 作曲・編曲 | 時間 |
| 1.                                    | 「青空が目にしみる」        | 亜蘭知子   | 杉山清貴   | 5:54 |
| 2.                                    | 「ハッピー・エンドSINGLES」 | 青木久美子 | 杉山清貴   | 5:17 |
| 合計時間:                             | 合計時間:                   | 合計時間:  | 11:11      |      |

| 全作曲: 杉山清貴、全編曲: Tom Keane。 |                                            |           |            |      |
| #                                     | タイトル                                   | 作詞      | 作曲・編曲 | 時間 |
| 1.                                    | 「青空が目にしみる」                       | 亜蘭知子  | 杉山清貴   | 5:54 |
| 2.                                    | 「青空が目にしみる」(オリジナル・カラオケ) |           | 杉山清貴   | 5:54 |
| 合計時間:                             | 合計時間:                                  | 合計時間: | 11:48      |      |

| 全作曲: 杉山清貴、全編曲: Tom Keane。 |                                                   |            |            |      |
| #                                     | タイトル                                          | 作詞       | 作曲・編曲 | 時間 |
| 1.                                    | 「ハッピー・エンドSINGLES」                       | 青木久美子 | 杉山清貴   | 5:17 |
| 2.                                    | 「ハッピー・エンドSINGLES」(オリジナル・カラオケ) |            | 杉山清貴   | 5:17 |
| 合計時間:                             | 合計時間:                                         | 合計時間:  | 10:34      |      |

## リリース履歴
| No. | 日付          | レーベル                      | 規格  | 規格品番  | 備考 |
| --- | ------------- | ----------------------------- | ----- | --------- | ---- |
| 1   | 1991年5月15日 | ワーナー・パイオニア / embark | 8cmCD | WPDL-4223 |      |
| 1   | 1991年5月15日 | ワーナー・パイオニア / embark | CT    | WPSL-4223 |      |

## タイアップ
| # | 曲名                 | タイアップ                       | 出典 |
| - | -------------------- | -------------------------------- | ---- |
| 1 | 「青空が目にしみる」 | 太陽石油 '91夏のCFイメージソング |      |